# Liste der Straßen, Plätze und Brücken in Hamburg-Neustadt

Lage von Hamburg-Neustadt in Hamburg und im Bezirk Hamburg-Mitte (hellrot)

Die Liste der Straßen, Plätze und Brücken in Hamburg-Neustadt ist eine Übersicht der im Hamburger Stadtteil Neustadt vorhandenen Straßen, Plätze und Brücken. Sie ist Teil der Liste der Verkehrsflächen in Hamburg.

## Überblick
In Neustadt (Ortsteilnummern 105 bis 108) leben 12620 Einwohner (Stand: 31. Dezember 2023) auf 2,3 km². Neustadt liegt in den Postleitzahlenbereichen 20355, 20359 und 20459.
In Neustadt gibt es 161 benannte Verkehrsflächen, darunter 13 Plätze, 26 Brücken, zwei Schleusen und ein Sperrwerk.
Unweit des Michels findet sich eine Themengruppe mit ehemaligen Hauptpastoren der Kirche: Pasmannstraße, Rambachstraße, Rehhoffstraße, Thielickestieg und Wincklerstraße.

## Übersicht der Straßen
Die nachfolgende Tabelle gibt eine Übersicht über alle benannten Verkehrsflächen – Straßen, Plätze und Brücken – im Stadtteil sowie einige dazugehörige Informationen. Im Einzelnen sind dies:
- Name/Lage: aktuelle Bezeichnung der Straße, des Platzes oder der Brücke. Über den Link (Lage) kann die Straße, der Platz oder die Brücke auf verschiedenen Kartendiensten angezeigt werden. Die Geoposition gibt dabei ungefähr die Mitte an. Bei längeren Straßen, die durch zwei oder mehr Stadtteile führen, kann es daher sein, dass die Koordinate in einem anderen Stadtteil liegt.
- Straßenschlüssel: amtlicher Straßenschlüssel, bestehend aus einem Buchstaben (Anfangsbuchstabe der Straße, des Platzes oder der Brücke) und einer dreistelligen Nummer.
- Länge/Maße in Metern:
Hinweis: Die in der Übersicht enthaltenen Längenangaben sind nach mathematischen Regeln auf- oder abgerundete Übersichtswerte, die im Digitalen Atlas Nord[1] mit dem dortigen Maßstab ermittelt wurden. Sie dienen eher Vergleichszwecken und werden, sofern amtliche Werte bekannt sind, ausgetauscht und gesondert gekennzeichnet.
Bei Plätzen sind die Maße in der Form a × b bei rechteckigen Anlagen oder a × b × c bei dreiecksförmigen Anlagen mit a als längster Kante dargestellt.
Der Zusatz (im Stadtteil) gibt an, wie lang die Straße innerhalb des Stadtteils ist, sofern sie durch mehrere Stadtteile verläuft.
- Namensherkunft: Ursprung oder Bezug des Namens.
- Datum der Benennung: Jahr der offiziellen Benennung oder der Ersterwähnung eines Namens, bei Unsicherheiten auch die Angabe eines Zeitraums.
- Anmerkungen: Weitere Informationen bezüglich anliegender Institutionen, der Geschichte der Straße, historischer Bezeichnungen, Baudenkmale usw.
- Bild: Foto der Straße oder eines anliegenden Objektes.

| Name/Lage                                | Straßen- schlüssel | Länge/Maße (in Metern)       | Namensherkunft | Datum der Benennung            | Anmerkungen | Bild |
| ---------------------------------------- | ------------------ | ---------------------------- | --- | ------------------------------ | --- | --- |
| ABC-Straße (Lage)                        | A006               | 0235                         | nach der Benennung der auf der Südseite gelegenen Häuser nach den Buchstaben des Alphabets | 17. Jahrhundert                | | ABC-Straße |
| Admiralitätstraße (Lage)                 | A033               | 0410                         | nach dem hier gelegenen Arsenal der Admiralität | um 1773                        | | Admiralitätsstraße                                                                                                 |
| Adolphsbrücke (Lage)                     | A037               | 0055 (im Stadtteil)          | Adolf IV. | 1821                           | südlicher Teil ab Brückenmitte in Hamburg-Altstadt | Adolphsbrücke |
| Alfred-Wegener-Weg (Lage)                | A074               | 0075                         | Alfred Wegener (1880–1930), Meteorologe, Polar- und Geowissenschaftler | 1935                           | die Straße dient nur als Zufahrt zur Jugendherberge am Stintfang | Alfred-Wegener-Weg, im Hintergrund die Jugendherberge am Stintfang                                                 |
| Alsterarkaden (Lage)                     | A091               | 0305                         | nach dem rundbogigen Arkadengang im italienischen Stil | 1843                           | | Alsterarkaden, davor die Kleine Alster                                                                             |
| Alter Steinweg (Lage)                    | A155               | 0215                         | nach der Beschaffenheit der Straße | 17. Jahrhundert                | bereits 1386 als gepflasterte Straße erwähnt, dürfte es sich um eine der ersten ihrer Art in Hamburg gehandelt haben | Alter Steinweg, Blick zum Großneumarkt                                                                             |
| Am Alsterfleet (Lage)                    | A179               | 0065                         | nach seiner Lage | 1948                           | verläuft am westlichen Ende des Neuen Walls zu diesem parallel als Fußweg; das nordwestlich gelegene Teilstück wurde 2024 in Karl-Lagerfeld-Promenade umbenannt | Am Alsterfleet, im Hintergrund der Graskeller                                                                      |
| Am Baumwall (Lage)                       | A658               | 0215                         | in Anlehnung an den Baumwall | 1990                           | Fußweg durch eine kleine Parkanlage | Am Baumwall |
| Am Elbpavillon (Lage)                    | A219               | 0175                         | nach dem früher dort befindlichen Lokal „Elbpavillon“ | 1948                           | Fußweg durch eine Parkanlage oberhalb der Helgoländer Allee | Am Elbpavillon |
| Amelungstraße (Lage)                     | A376               | 0105                         | Martin Ernst Amelung, Vorbesitzer des Geländes | 1825                           | | Amelungstraße |
| Anberg (Lage)                            | A421               | 0080                         | nach der alten Bezeichnung „Am Berge“ aufgrund der Geländebeschaffenheit | 1906                           | | Anberg |
| An der Stadthausbrücke (Lage)            | A689               | 0080                         | in Anlehnung an die parallel verlaufende Stadthausbrücke | 2002                           | | An der Stadthausbrücke                                                                                             |
| Axel-Springer-Platz (Lage)               | A651               | 0070 × 65                    | Axel Springer (1912–1985), Zeitungsverleger | 1990                           | Standort des Hamburger Verlagshauses | Axel-Springer-Platz                                                                                                |
| Bäckerbreitergang (Lage)                 | B018               | 0245                         | Standort der Schweinekoben der Bäcker | 18. Jahrhundert                | wird südlich der Neustädter Straße als Breiter Gang fortgesetzt | Bäckerbreitergang                                                                                                  |
| Baumwall (Lage)                          | B111               | 0160                         | nach dem hier befindlichen Wall; der Binnenhafen wurde nachts mittels eines Baumes geschlossen | vor 1750                       | Namensgeber für die Haltestelle der U-Bahn-Linie 3 | Baumwall, links die gleichnamige U-Bahn-Station                                                                    |
| Baumwallsperrwerk (Lage)                 | –                  | 0025                         | nach Lage und Funktion | 1969                           | hier mündet das Herrengrabenfleet in den Niederhafen | Baumwallsperrwerk                                                                                                  |
| Bei den Kirchhöfen (Lage)                | B154               | 0205                         | durch den Volksmund entstanden, als Weg zu jenseits des Dammtors gelegenen Begräbnisstätten | 1794                           | nördliche Straßenfläche in St. Pauli | Bei den Kirchhöfen                                                                                                 |
| Bei den St. Pauli-Landungsbrücken (Lage) | B156               | 0030 (im Stadtteil)          | durch den Volksmund auf Grund seiner Lage entstanden | 1911                           | überwiegend in St. Pauli, lediglich ein kurzer Teil in Höhe der Einmündung der Straße Hafentor in Neustadt | Bei den St. Pauli-Landungsbrücken, im Hintergrund die Elbphilharmonie                                              |
| Bei der Stadtwassermühle (Lage)          | B187               | 0135                         | nach der Lage an einer der ältesten Mühlen der Stadt | um 1865                        | fiel 1843 dem Hamburger Brand zum Opfer, 1853 neu errichtet, 1888 wegen Unwirtschaftlichkeit außer Betrieb genommen | Bei der Stadtwassermühle                                                                                           |
| Beim Alten Waisenhause (Lage)            | B195               | 0025 (im Stadtteil)          | nach seiner Lage am 1600 erbauten ältesten Waisenhaus Hamburgs | ca. 1785                       | östlicher Teil in Hamburg-Altstadt | Beim Alten Waisenhause                                                                                             |
| Bei Schuldts Stift (Lage)                | B190               | 0060                         | nach der am Pilatuspool gelegenen Abraham-Philipp-Schuldt-Stiftung | 1896                           | | Bei Schuldts Stift                                                                                                 |
| Binnenhafenbrücke (Lage)                 | B852               | 0045 (im Stadtteil)          | über den Binnenhafen führend | 1964                           | östlicher Teil in Hamburg-Altstadt; verläuft parallel zur Otto-Sill-Brücke | Binnenhafenbrücke                                                                                                  |
| Bleichenbrücke (Lage)                    | B395               | 0160                         | nach Lage und Funktion, überquert das Bleichenfleet | 1845                           | | Bleichenbrücke |
| Bleichensteg (Lage)                      | B809               | 0080                         | in Anlehnung an die Großen Bleichen | 1979                           | Fußweg über das Bleichenfleet | Bleichensteg |
| Böhmkenstraße (Lage)                     | B438               | 0190                         | nach hier gepflanzten kleinen Bäumen (mnd. Böhmken = Bäumchen) | 1623                           | | Böhmkenstraße |
| Brauerknechtgraben (Lage)                | B560               | 0125                         | nach einem Graben, vermutlich benannt nach den nahegelegenen Hopfengärten der Brauerknechte; lt. Hanke möglicherweise auch durch die Brauerknechte, die den Graben zuschütteten | 1582                           | | Brauerknechtgraben                                                                                                 |
| Breiter Gang (Lage)                      | B590               | 0120                         | vermutlich nach der Breite im Gegensatz zu den umliegenden Gassen | 1618                           | wird nördlich der Neustädter Straße als Bäckerbreitergang fortgesetzt | Breiter Gang |
| Brüderstraße (Lage)                      | B631               | 0125                         | Brüder Friedrich Hermann (1833–1897) und Ernst Wex (1836–1893) | 1875                           | auch die benachbarte Wexstraße wurde nach den Brüdern benannt, die umfangreich an der Sanierung des Gängeviertels beteiligt waren | Brüderstraße |
| Büschstraße (Lage)                       | B688               | 0110                         | nach der Familie des Pädagogen Johann Georg Büsch (1728–1800) | 1841                           | | Büschstraße |
| Caffamacherreihe (Lage)                  | C002               | 0345                         | nach den dort ansässigen Caffamachern | 18. Jahrhundert                | | Caffamacherreihe                                                                                                   |
| Colonnaden (Lage)                        | C043               | 0365                         | nach der dortigen Bebauung | 1877                           | | Colonnaden, Blick vom Neuen Jungfernstieg                                                                          |
| Dag-Hammarskjöld-Brücke (Lage)           | –                  | 0080                         | Dag Hammarskjöld (1905–1961), UN-Generalsekretär | 1962                           | Fußgängerbrücke | Dag-Hammarskjöld-Brücke                                                                                            |
| Dag-Hammarskjöld-Platz (Lage)            | D005               | 0200 × 50                    | Dag Hammarskjöld (1905–1961), UN-Generalsekretär | 1962                           | Der Platz wurde durch Umbauarbeiten rund um den Bahnhof Dammtor und das Congress Center erweitert und verläuft nun teilweise auf der Fläche der ehemaligen Marseiller Straße. Dadurch befindet sich ein schmaler südlicher Teil nunmehr in Neustadt, ansonsten liegt der Platz im Stadtteil St. Pauli. | Dag-Hammarskjöld-Platz                                                                                             |
| Dammtordamm (Lage)                       | D026               | 0170 (im Stadtteil)          | nach seiner Lage am Dammtor | 1817                           | linke Straßenhälfte zwischen Dag-Hammarskjöld-Platz und Bahnbrücke in St. Pauli, ab Bahnbrücke nördlich komplett in Rotherbaum | Dammtordamm, links ist teilweise das Kriegerdenkmal zu sehen, im Hintergrund eine Teilansicht des Bahnhofs Dammtor |
| Dammtorstraße (Lage)                     | D027               | 0275                         | nach der Bestimmung als zum Dammtor führende Straße | 18. Jahrhundert                | | Dammtorstraße, links hinten die helle Fassade der Staatsoper                                                       |
| Dammtorwall (Lage)                       | D028               | 0495                         | nach Lage und Bestimmung am Dammtor | um 1800                        | | Dammtorwall, Blick Richtung Johannes-Brahms-Platz                                                                  |
| Ditmar-Koel-Straße (Lage)                | D118               | 0310                         | Ditmar Koel (um 1500–1563), Kapitän und Hamburger Bürgermeister | 1902                           | | Ditmar-Koel-Straße                                                                                                 |
| Dragonerstall (Lage)                     | D176               | 0110                         | nach den dort befindlichen Stallungen der städtischen Garnison, 1860 wegen Baufälligkeit abgerissen | 1797                           | | Dragonerstall |
| Drehbahn (Lage)                          | D180               | 0235                         | nach den dort gelegenen Reeperbahnen der Seilmacher |                                | | Drehbahn |
| Düsternstraße (Lage)                     | D221               | 0195                         | nach dem durch den Volksmund entstanden Namen des Millerntors, wegen seiner langen, dunklen Gänge „Düsterntor“ genannt | 1630                           | | Düsternstraße |
| Eichholz (Lage)                          | E067               | 0230                         | nach einem früher hier befindlichen Eichenwald | 1609                           | | Eichholz |
| Ellerntorsbrücke (Lage)                  | E161               | 0050                         | nach dem Ellerntor, einer weiteren volkstümlichen Bezeichnung des Millerntors | 1889                           | überquert als Verlängerung des Alten Steinwegs das Herrengrabenfleet | Ellerntorsbrücke                                                                                                   |
| Enckeplatz (Lage)                        | E181               | 0065 × 40                    | Johann Franz Encke (1791–1865), Astronom | 1896                           | | Enckeplatz |
| Englische Planke (Lage)                  | E186               | 0170                         | nach einer Planke, die das Bergabrollen der Kugeln des von Mitgliedern der englischen Kolonie betriebenen Bosselspiels verhinderte | 1799                           | die Straße hieß zunächst Englischer Spielplatz | Englische Planke, rechts die St. Michaeliskirche (Michel)                                                          |
| Erste Brunnenstraße (Lage)               | E233               | 0125                         | nach dort im 13. Jahrhundert befindlichen Brunnen | 1801                           | | Erste Brunnenstraße, Blick zum Großneumarkt                                                                        |
| Esplanade (Lage)                         | E247               | 0245                         | nach dem französischen „Esplanade“ für „freier ebener Platz“ oder „Promenade“ | 1827                           | Teil des Ring 1 | Esplanade |
| Fehlandtstraße (Lage)                    | F050               | 0190                         | nach dem Vorbesitzer Christian D. Fehlandt | 1827                           | | Fehlandtstraße |
| Fuhlentwiete (Lage)                      | F274               | 0150                         | nach dem niederdeutschen Begriff „fühl“ für „schmutzig“ oder „sumpfig“ | 1620                           | | Fuhlentwiete |
| Gänsemarkt (Lage)                        | G005               | 0125 × 95 × 95               | mögliche Deutungen: nach einer vor dem Dammtor gelegenen Gänseweide oder einem Grundeigentümer Ambrosius Gose; die Bezeichnung „Markt“ deutet auf „Gemarkung“ hin, ein Marktplatz im üblichen Sinne ist der Gänsemarkt nie gewesen | 1655                           | | Gänsemarkt mit Lessing-Denkmal                                                                                     |
| Georg-Elser-Platz (Lage)                 | G                  | 0060 × 45 × 40 × 25          | Georg Elser, Kunstschreiner, Widerstandskämpfer gegen den und Opfer des Nationalsozialismus | 2020                           | | Georg-Elser-Platz                                                                                                  |
| Gerhofstraße (Lage)                      | G072               | 0100                         | nach dem früher dort gelegenen Gerhof (Gerberhof), dem Amt der Schuhmacher | 1882                           | Fußgängerzone | Gerhofstraße |
| Gerstäckerstraße (Lage)                  | G082               | 0120                         | Friedrich Gerstäcker (1816–1872), Reiseschriftsteller | 1948                           | | Gerstäckerstraße                                                                                                   |
| Glacischaussee (Lage)                    | G100               | 0690                         | nach einer volkstümlichen Bezeichnung für eine vor dem Holstentor verlaufende Straße | 1893                           | westliche Straßenhälfte in St. Pauli | Glacischaussee |
| Gorch-Fock-Wall (Lage)                   | G172               | 0635                         | Gorch Fock (1880–1916), Schriftsteller | 1933                           | Teil des Ring 1; ab 1880 Ringstraße, von 1925 bis 1933 Friedrich-Ebert-Straße | Gorch-Fock-Wall |
| Graskeller (Lage)                        | G204               | 0050 (im Stadtteil)          | nach einem Keller, in dem Gras verkauft wurde | Mitte 18. Jahrhundert          | südlicher Teil ab Mitte des Alsterfleets in Hamburg-Altstadt | Graskeller |
| Graskellerbrücke (Lage)                  | –                  | 0015 (im Stadtteil)          | in Anlehnung an den benachbarten Graskeller | 1843                           | südlicher Teil ab Mitte des Alsterfleets in Hamburg-Altstadt | Graskellerbrücke (Hamburg)                                                                                         |
| Große Bleichen (Lage)                    | G264               | 0425                         | nach großen Wiesen vor dem Stadttor, die zum Bleichen von Wäsche genutzt wurden | 1729                           | | Große Bleichen |
| Großer Trampgang (Lage)                  | G280               | 0065                         | Herkunft unklar, möglich nach einer Herberge für Tramper und Handwerksgesellen | 18. Jahrhundert                | bis 1870 gab es noch den Kleinen Trampgang, der heute ein Teil der Brüderstraße ist | Großer Trampgang                                                                                                   |
| Große Theaterstraße (Lage)               | G273               | 0255                         | nach dem nahegelegenen damaligen Stadttheater | 1827                           | | Große Theaterstraße                                                                                                |
| Großneumarkt (Lage)                      | G287               | 0105 × 80 × 70 × 70          | zunächst Neuer Markt, zur Unterscheidung des damals noch gleichnamigen Hopfenmarktes in der Altstadt dann Großer Neumarkt, woraus die heutige, 1899 amtlich anerkannte Bezeichnung Großneumarkt wurde | 1620                           | | Großneumarkt |
| Gustav-Mahler-Platz (Lage)               | G475               | 0055 × 20                    | Gustav Mahler (1860–1911), Komponist | 1990                           | Gustav Mahler war von 1891 bis 1987 Dirigent am benachbarten Stadttheater | Gustav-Mahler-Platz                                                                                                |
| Hafentor (Lage)                          | H025               | 0075                         | nach dem 1841 angelegten Durchgang zur damaligen Vorstadt St. Pauli | 1853                           | | Hafentor |
| Hans-Grahl-Weg (Lage)                    | H849               | 0230                         | Hans Grahl (1895–1966), Opernsänger |                                | Fußweg innerhalb des Gustav-Mahler-Parks, der parallel zur Esplanade verläuft | Hans-Grahl-Weg innerhalb des Gustav-Mahler-Parks                                                                   |
| Heiligengeistbrücke (Lage)               | H266               | 0020 (im Stadtteil)          | nach dem dort gelegenen Hospital zum Heiligen Geist | 1885                           | östlicher Teil ab Mitte des Alsterfleets in Hamburg-Altstadt | Heiligengeistbrücke (Hamburg)                                                                                      |
| Helgoländer Allee (Lage)                 | H322               | 0480                         | Insel Helgoland | 1894                           | westlicher Straßenteil in St. Pauli | Helgoländer Allee, Blick von der Kersten-Miles-Brücke Richtung Hafen                                               |
| Herrengraben (Lage)                      | H380               | 0395                         | nach einem um 1500 ausgehobenen Graben, an dem Bürgermeister und Ratsherren Fischereirechte hatten | 1609                           | diese parallel zum Graben verlaufende Straße hieß zunächst Bei der Herren Graben | Herrengraben |
| Herrengrabenbrücke (Lage)                | –                  | 0020                         | in Anlehnung an den Herrengraben | 1960                           | überquert im Zuge der Ludwig-Erhard-Straße das Herrengrabenfleet | Herrengrabenbrücke                                                                                                 |
| Heuberg (Lage)                           | H405               | 0065                         | nach der höchsten Stelle des umliegenden Wiesenlandes, hier wurde Heu zu Schobern aufgehäuft | 18. Jahrhundert                | | Heuberg |
| Hohe Bleichen (Lage)                     | H538               | 0255                         | nach der höchsten Stelle der Bleichwiesen (siehe auch Große Bleichen) | 1729                           | | Hohe Bleichen |
| Hohler Weg (Lage)                        | H563               | 0075                         | nach einem Hohlweg, der durch ein dortiges Waldstück führte | 1659                           | Fußweg | Hohler Weg |
| Holstenglacis (Lage)                     | H585               | 0195                         | nach der Lage vor dem ehemaligen Holstentor (siehe auch Glacischaussee) | 1893                           | westliche Straßenhälfte in St. Pauli | Holstenglacis, links die Russisch-Orthodoxe Kirche des Hl. Johannes von Kronstadt                                  |
| Holstenwall (Lage)                       | H592               | 0700                         | nach Lage und Bestimmung am ehemaligen Holstentor | 1860                           | Teil des Ring 1 | Holstenwall |
| Hütten (Lage)                            | H673               | 0400                         | nach dort befindlichen kleinen Wohnungen für Stadtsoldaten | 1899                           | bis 1899 Bei den Hütten | Hütten |
| Jakobstraße (Lage)                       | J025               | 0060                         | Jakobus der Ältere, Schutzpatron der St. Jacobikirche | 1620                           | entstanden aus der 1. und 2. Jacobstraße; Fußweg | Jakobstraße |
| Jan-Fedder-Promenade (Lage)              | J                  | 0650                         | Jan Fedder (1955–2019), Schauspieler und Synchronsprecher | 14. Januar 2022                | Fußweg | Jan-Fedder-Promenade                                                                                               |
| Jan-Valkenburg-Straße (Lage)             | J027               | 0080                         | Johan van Valckenburgh (um 1575–1625), niederländischer Ingenieur | 1948                           | | Jan-Valkenburg-Straße                                                                                              |
| Johannes-Brahms-Platz (Lage)             | J140               | 0110 ×100                    | Johannes Brahms (1833–1897), Komponist und Dirigent | 1997                           | bis 1934 Holstenplatz, nach der Lage am ehemaligen Holstentor, bis 1997 Karl-Muck-Platz, dann zum Gedenken an den 100. Todestag des J. Brahms. | Johannes-Brahms-Platz, rechts die Laeiszhalle, links das Landgericht Hamburg am Sievekingplatz                     |
| Johan-van-Valckenburgh-Brücke (Lage)     | –                  | 0050                         | Johan van Valckenburgh (um 1575–1625), niederländischer Ingenieur | 1991                           | Fußgängerbrücke über den Wallgraben innerhalb von Planten un Blomen, 1962 errichtet | Johan-van-Valckenburgh-Brücke innerhalb des Parks Planten un Blomen                                                |
| Johannisbollwerk (Lage)                  | J065               | 0190                         | nach der früheren Bastion Johannis, benannt nach dem Hamburger Ratsherrn Johann Rodenborg | 18. Jahrhundert                | | Johannisbollwerk                                                                                                   |
| Jungfernstieg (Lage)                     | J100               | 0420 (im Stadtteil)          | nach dem Volksmund, ursprünglich als Reesendamm angelegt | um 1680                        | südlicher Teil ab Mitte der Reesendammbrücke in Hamburg-Altstadt; Namensgeber des gleichnamigen U- und S-Bahnhofs | Jungfernstieg, zu Neustadt gehörender Teil                                                                         |
| Jungiusstraße (Lage)                     | J102               | 0240                         | Joachim Jungius (1587–1657), Mathematiker, Physiker und Philosoph | 1898                           | | Jungiusstraße |
| Kaiser-Wilhelm-Straße (Lage)             | K020               | 0420                         | Wilhelm I. (1797–1888), erster Deutscher Kaiser | 1890                           | | Kaiser-Wilhelm-Straße, im Hintergrund die Kuppel des Hanseatischen Oberlandesgerichts                              |
| Kalkhof (Lage)                           | K033               | 0080                         | nach dem dort befindlichen Kalkhof, in dem Kalk zu Maurerkalk gebrannt wurde | 1922                           | | Kalkhof |
| Karl-Lagerfeld-Promenade (Lage)          | K                  | 0155                         | Karl Lagerfeld (1933–2019), Modeschöpfer und Designer | 2024                           | vormals Teil der Straße Am Alsterfleet; Fußweg entlang des Alsterfleets | Karl-Lagerfeld-Promenade                                                                                           |
| Karpfangerstraße (Lage)                  | K086               | 0180                         | Berend Jacobsen Karpfanger (1622–1683), Kapitän der Wapen von Hamburg | 1902                           | | Karpfangerstraße                                                                                                   |
| Kersten-Miles-Brücke (Lage)              | –                  | 0015 (im Stadtteil)          | Kersten Miles (um 1340–1420), Ratsherr und Bürgermeister | 1896                           | überquert im Zuge der Seewartenstraße die Helgoländer Allee, westlicher Teil in St. Pauli | Kersten-Miles-Brücke                                                                                               |
| Kleine Theaterstraße (Lage)              | K241               | 0060                         | nach dem nahegelegenen damaligen Stadttheater | 1827                           | | Kleine Theaterstraße                                                                                               |
| Kohlhöfen (Lage)                         | K338               | 0205                         | nach hier gelegenen Gemüsegärten, Kohl-Höfe genannt | 1792                           | von 1899 bis 1997 befand sich hier die erste Hamburger Bücherhalle | Kohlhöfen |
| Kornträgergang (Lage)                    | K383               | 0190                         | nach dem Gewerbe der behördlich gewählten und vereidigten Kornträger | 1613                           | | Kornträgergang |
| Krayenkamp (Lage)                        | K411               | 0180                         | Heinrich Kraye, Pächter der umliegenden Ländereien; möglich nach Beckershaus auch nach Krähen, die hier in Pestzeiten reichlich Nahrung fanden | 1606                           | lt. Beckershaus soll Kraye die Straße angelegt und nach sich selbst benannt haben | Krayenkamp, hinter dem Fachwerkhaus liegen die Krameramtswohnungen                                                 |
| Kuhberg (Lage)                           | K491               | 0085                         | nach einer Flurbezeichnung „Kohbarg“ oder nach einer Stelle, an der Kühe zum Melken zusammengetrieben wurden; lt. Hanke wohnten Anfang des 19. Jahrhunderts Kuhmelker in der Straße | 1799                           | Fußweg | Kuhberg |
| Kurze Straße (Lage)                      | K522               | 0110                         | nach ihrer geringen Länge | um 1623                        | | Kurze Straße |
| Lombardsbrücke (Lage)                    | L243               | 0240                         | nach einem hier gelegenen Leihhaus, „Lombard“ genannt (Bezeichnung für italienische Kaufleute, die im Mittelalter Geld gegen Pfänder verliehen) | 1894                           | Teil des Ring 1; in Neustadt liegt nur die komplette Straßenfläche des westlichen Teils ab Brückenmitte, die nördlich gelegenen Bahngleise befinden sich in Rotherbaum; östlicher Teil überwiegend in Hamburg-Altstadt, ein kleiner Teil auch in St. Georg                                             | Lombardsbrücke |
| Ludwig-Erhard-Straße (Lage)              | L384               | 0780 (im Stadtteil)          | Ludwig Erhard (1897–1977), CDU-Politiker, von 1963 bis 1966 Bundeskanzler | 1991                           | östlicher Teil ab Mitte des Alsterfleets in Hamburg-Altstadt, Teilstück der B 4, früher Teil der Ost-West-Straße | Ludwig-Erhard-Straße, Blick Richtung Millerntor, im Hintergrund der Turm des Michels                               |
| Marion-Gräfin-Dönhoff-Brücke (Lage)      | M463               | 0015 (im Stadtteil)          | Marion Gräfin Dönhoff (1909–2002), Publizistin | 2018                           | Fußgängerbrücke, überquert das Alsterfleet und verbindet die Alsterarkaden mit dem Alten Wall; südlicher Teil in Hamburg-Altstadt | Marion-Gräfin-Dönhoff-Brücke                                                                                       |
| Markusstraße (Lage)                      | M059               | 0160                         | Markus Meyer, Bürgerkapitän des 6. Regiments | 1899 (vorher Marktstraße)      | | Markusstraße |
| Marseiller Promenade (Lage)              | M462               | 0330                         | in Anlehnung an die ehemalige Marseiller Straße | 2018                           | | Marseiller Promenade                                                                                               |
| Martin-Luther-Straße (Lage)              | M077               | 0290                         | Martin Luther (1483–1546), Theologe | 1906                           | | Martin-Luther-Straße                                                                                               |
| Michaelisbrücke (Lage)                   | M182               | 0065                         | in Anlehnung an die Michaelisstraße | 1882                           | | Michaelisbrücke |
| Michaelispassage (Lage)                  | M401               | 0100                         | in Anlehnung an die Michaelisstraße | 1983                           | Fußweg | Michaelispassage                                                                                                   |
| Michaelisstraße (Lage)                   | M184               | 0200                         | nach der Lage an der Hauptkirche St. Michaelis | 1899                           | Zusammenschluss der Straßen Große Michaelisstraße und Bei der kleinen Michaeliskirche | Michaelisstraße |
| Millerntordamm (Lage)                    | M191               | 0130                         | nach seiner Lage am Millerntor | um 1896                        | bereits 1830 angelegt | Millerntordamm |
| Millerntorplatz (Lage)                   | M192               | 0110 x100 x35 (im Stadtteil) | nach seiner Lage am Millerntor | um 1896                        | bereits 1820 angelegt, bis 1896 Am Wall beim Millerntor; westlicher Teil in St. Pauli | Millerntorplatz |
| Neanderstraße (Lage)                     | N011               | 0295                         | Johann August Wilhelm Neander (1789–1850), ev. Theologe | 1948                           | | Neanderstraße |
| Neue ABC-Straße (Lage)                   | N046               | 0145                         | in Anlehnung an die benachbarte ABC-Straße | 1830                           | | Neue ABC-Straße |
| Neuenwallbrücke (Lage)                   | –                  | 0010                         | nach seiner Lage und Bestimmung | 1844/45                        | überquert im Zuge des Neuen Wall das Neuenwallfleet; die Brücke ist nur im Straßen- und Gebietsverzeichnis aufgeführt, nicht aber in der Grundkarte | Neuenwallbrücke |
| Neuer Jungfernstieg (Lage)               | N060               | 0455 (im Stadtteil)          | in Anlehnung an den benachbarten Jungfernstieg | 1827                           | nördlicher Teil ab Esplanade in Rotherbaum | Neuer Jungfernstieg                                                                                                |
| Neuer Steinweg (Lage)                    | N063               | 0305                         | in Anlehnung und als Verlängerung der Straße Alter Steinweg | 1620                           | | Neuer Steinweg |
| Neuer Wall (Lage)                        | N064               | 0560                         | nach seiner Funktion zum Ersatz des Alten Walls | 1707                           | der Neue Wall wurde 1707 abgetragen und in die gleichnamige Straße umgewandelt | Neuer Wall, Blick Richtung Jungfernstieg                                                                           |
| Neumayerstraße (Lage)                    | N084               | 0145                         | Georg von Neumayer (1826–1909), Geophysiker und Polarforscher | 1894                           | Neumayer war von 1875 bis 1903 erster Direktor der Deutschen Seewarte | Neumayerstraße |
| Neustädter Neuer Weg (Lage)              | N090               | 0215                         | Benennung erfolgte zur Unterscheidung des damaligen Neuen Wegs in der Altstadt | 1621                           | | Neustädter Neuer Weg                                                                                               |
| Neustädter Straße (Lage)                 | N091               | 0205                         | nach seiner Lage im Stadtteil | 1899                           | Die Straße existiert seit der Mitte des 17. Jahrhunderts als Neue Straße. In der ersten Hälfte des 19. Jahrhunderts bekam sie zur Unterscheidung von der „Neue Straße“ in der Altstadt den Zusatz Neustädter und hieß nun Neustädter Neue Straße. 1899 wurde sie auf Neustädter Straße verkürzt.       | Neustädter Straße                                                                                                  |
| Niederbaumbrücke (Lage)                  | N233               | 0035 (im Stadtteil)          | nach dem Niederbaum, einem Durchlass, der den Binnenhafen von der Elbe trennte | 1880                           | südlicher Teil in der HafenCity | Niederbaumbrücke                                                                                                   |
| Otto-Sill-Brücke (Lage)                  | O206               | 0045 (im Stadtteil)          | Otto Sill (1906–1984), von 1964 bis 1971 Oberbaudirektor in Hamburg | 1988 (Beckerhaus)/1991 (Hanke) | östlicher Teil in Hamburg-Altstadt, verläuft parallel zur Binnenhafenbrücke | Otto-Sill-Brücke                                                                                                   |
| Pasmannstraße (Lage)                     | P039               | 0090                         | Hieronymus Pasmann (1641–1716), Theologe und Pädagoge | 1910                           | von 1678 bis 1716 Hauptpastor an der Michaeliskirche | Pasmannstraße |
| Pastorenstraße (Lage)                    | P042               | 0080                         | nach dem Volksmund, an der Straße standen Pastorate für die Prediger im Michel | 1674                           | | Pastorenstraße |
| Paula-Karpinski-Platz (Lage)             | P267               | 0060 × 30                    | Paula Karpinski (1897–2005), SPD-Politikerin, von 1946 bis 1953 und 1957 bis 1961 Hamburger Jugendsenatorin | 2013                           | Vorplatz der Jugendherberge am Stintfang | Paula-Karpinski-Platz                                                                                              |
| Peterstraße (Lage)                       | P083               | 0150                         | Simon Petrus, Schutzpatron der St. Petrikirche | 1625                           | | Peterstraße |
| Pilatuspool (Lage)                       | P117               | 0180                         | nach mnd. „Pool“ = „Pfuhl“, eine sumpfige Stelle; Pilatus möglicherweise nach Wilhad Kock, dem Pächter umliegender Grundstücke, aus „Wilhads Pool“ wurde lt. Beckershaus und Hanke durch den Volksmund der heute bekannte Straßenname | 1711                           | | Pilatuspool |
| Poolstraße (Lage)                        | P170               | 0210                         | ebenso wie Pilatuspool von mnd. „Pool“ = „Sumpf“ | 1640                           | | Poolstraße |
| Postbrücke (Lage)                        | –                  | 0025                         | in Anlehnung an die Poststraße | 1844                           | überquert im Zuge der Poststraße das Bleichenfleet | Postbrücke |
| Poststraße (Lage)                        | P179               | 0380                         | nach dem 1845 bis 1947 von Alexis de Chateauneuf erbauten Postamt | 1846                           | bereits 1718 angelegt, trug die Straße bis 1846 verschiedene Namen: Neue Gerberstraße, Blekerkamp und Königstraße | Poststraße |
| Pulverturmsbrücke (Lage)                 | P216               | 0070                         | nach dem gleichnamigen Festungsturm, der zur Lagerung von Pulver diente | um 1774                        | | Pulverturmsbrücke                                                                                                  |
| Rademachergang (Lage)                    | R013               | 0170                         | nach dem Gewerbe der Radmacher, die hier möglicherweise in größerer Zahl wohnhaft waren | 1612                           | | Rademachergang mit Hummelbrunnen                                                                                   |
| Rambachstraße (Lage)                     | R037               | 0175                         | Johann Jakob (1737–1818) und August Jakob Rambach (1777–1851), Hauptpastoren am Michel | 1902                           | | Rambachstraße |
| Rathausschleuse (Lage)                   | –                  | 0010 (im Stadtteil)          | nach ihrer Lage am Rathaus | 1974                           | trennt das Alsterfleet von der Kleinen Alster, südlicher Teil in Hamburg-Altstadt | Rathausschleuse |
| Reesendammbrücke (Lage)                  | –                  | 0015 (im Stadtteil)          | in Anlehnung an den Reesendamm in Hamburg-Altstadt | 1844                           | südlicher Teil in Hamburg-Altstadt, überquert im Zuge des Jungfernstiegs das Alsterfleet | Reesendammbrücke                                                                                                   |
| Rehhoffstraße (Lage)                     | R101               | 0150                         | Johannes Andreas Rehhoff (1800–1883), ev. Theologe | 1906                           | von 1851 bis 1864 Hauptpastor an der Michaeliskirche | Rehhoffstraße |
| Reimarusstraße (Lage)                    | R122               | 0175                         | zu Ehren der Familie Reimarus, beispielsweise Hermann Samuel Reimarus (1694–1768) und Johann Albert Heinrich Reimarus (1729–1814) | 1902                           | | Reimarusstraße |
| Roosenbrücke (Lage)                      | –                  | 0025                         | nach der Mennonitenfamilie Roosen | 1883                           | überquert im Zuge des Baumwalls das Herrengrabenfleet | Roosenbrücke |
| Rothesoodstraße (Lage)                   | R321               | 0070                         | nach einem rot angestrichenen Ziehbrunnen (niederdt. Sood = Brunnen) | 1624                           | früher Beim Roten Sood | Rothesoodstraße |
| Schaarmarkt (Lage)                       | S085               | 0110 × 70                    | nach Schaar = hohes Ufer | 1615                           | | Schaarmarkt |
| Schaarsteinweg (Lage)                    | S086               | 0220                         | gepflasterte Straße im Bereich von Schaartor und Schaarmarkt | 1606                           | | Schaarsteinweg |
| Schaarsteinwegsbrücke (Lage)             | S087               | 0025                         | in Anlehnung an den Schaarsteinweg | 18. Jahrhundert                | überquert das Herrengrabenfleet | Schaarsteinwegsbrücke                                                                                              |
| Schaartor (Lage)                         | S088               | 0035                         | nach der Lage am 1665 abgebrochenen Schaartor | 15. Jahrhundert                | | Schaartor |
| Schaartorbrücke (Lage)                   | S089               | 0030 (im Stadtteil)          | nach dem dort gelegenen Schaartor | 1871                           | überquert das Alsterfleet, Teil der Straße Beim Alten Waisenhause, östlicher Teil in Hamburg-Altstadt | Schaartorbrücke |
| Schaartorschleuse (Lage)                 | –                  | 0030 (im Stadtteil)          | nach seiner Bestimmung und Lage (siehe Schaartorbrücke) | 1967                           | östlicher Teil in Hamburg-Altstadt | Schaartorschleuse                                                                                                  |
| Schleusenbrücke (Lage)                   | S203               | 0055 (im Stadtteil)          | nach der Belegenheit, führt beim Rathausmarkt über die Schleuse zwischen Alsterfleet und Kleiner Alster | 1843                           | südöstlicher Teil in Hamburg-Altstadt | Schleusenbrücke |
| Seewartenstraße (Lage)                   | S393               | 0180 (im Stadtteil)          | nach seiner Lage an der Deutschen Seewarte | 1894                           | westlicher Teil ab Helgoländer Allee in St. Pauli | Seewartenstraße, zu Hamburg-Neustadt gehörender Teil                                                               |
| Sievekingplatz (Lage)                    | S441               | 0255 × 150                   | Ernst Friedrich Sieveking (1836–1909), Jurist und Hamburger Senator | 1912                           | Sitz von Hamburgischem Verfassungsgericht und Hanseatischem Oberlandesgericht, Landgericht und Amtsgericht | Sievekingplatz, links das Ziviljustizgebäude                                                                       |
| Slamatjenbrücke (Lage)                   | –                  | 0020 (im Stadtteil)          | vermutlich ein Ort, an dem Prostitution ausgeübt wurde (slam = unsauber, Matjen = Mädchen) | 1960                           | bereits im 17. Jahrhundert erwähnt, führt im Zuge der Ludwig-Erhard-Straße über das Alsterfleet, östlicher Teil in Hamburg-Altstadt | Slamatjenbrücke |
| Speckstraße (Lage)                       | S537               | 0055                         | Hinrich Speck, Grundeigentümer von 1657 bis 1686 | 1896                           | | Speckstraße |
| Stadthausbrücke (Lage)                   | S581               | 0230                         | nach dem dort gelegenen Stadthaus | 1889                           | Namensgeber der gleichnamigen Station der S-Bahn-Linien 1, 2 und 3 | Stadthausbrücke, Blick in Richtung Rödingsmarkt                                                                    |
| St. Anscharplatz (Lage)                  | S698               | 0045 × 45                    | Ansgar von Bremen (801–865) | um 1859                        | Platz der 1860 eingeweihten Anscharkapelle; Innenhof zwischen ABC-Straße und Valentinskamp | St. Anscharplatz                                                                                                   |
| Steinhöft (Lage)                         | S643               | 0120                         | nach seiner Funktion, einer mit Schießscharten ausgestatteten Steinmauer | 1. Hälfte d. 18. Jahrhunderts  | bereits seit 1471 als „tom stenen Hovede“ bekannt | Steinhöft |
| Steinwegpassage (Lage)                   | S659               | 0080                         | in Anlehnung an den Alten Steinweg, den die Steinwegpassage mit der Wexstraße verbindet | 1869                           | Fußweg | Steinwegpassage |
| Stephansplatz (Lage)                     | S677               | 0040 × 40                    | Heinrich von Stephan (1831–1897), Generalpostdirektor | 1887                           | | Stephansplatz, Blick auf die alte Oberpostdirektion                                                                |
| Stubbenhuk ()                            | S755               | 0185                         | nach dem Grundeigentümer Stubbe, der dort Besitzer eines Eckhauses war (Huck = Ecke); lt. Beckershaus möglicherweise auch nach Baumstubben eines nahegelegenen Eichenwaldes (siehe Straße Eichholz) | 1650                           | | Stubbenhuk |
| Teilfeld (Lage)                          | T042               | 0150                         | abgeleitet von Tegel- oder Tejelfeld (niederdt. Tegel = Ziegel), da sich hier bereits seit 1305 Ziegeleien befanden | 1614                           | | Teilfeld |
| Thielbek (Lage)                          | T065               | 0070                         | Herkunft ungeklärt, möglicherweise nach einem versiegten Nebenarm der Alster, vom Teilfeld her kommend, woher auch die Thielbek ihren Namen hatte | 1614                           | | Thielbek |
| Thielickestieg (Lage)                    | T224               | 0040                         | Helmut Thielicke (1908–1986), ev. Theologe | 1989                           | ab 1954 Prediger an der Michaeliskirche; Fußweg zwischen Wincklerstraße und Martin-Luther-Straße | Thielickestieg, jenseits des Torbogens der Michel                                                                  |
| Überseebrücke (Lage)                     | –                  | 0135                         | nach ihrer Bestimmung als Zubringer zum Anleger für Überseeschiffe; Fußgängerbrücke | 1929                           | | Überseebrücke |
| Valentinskamp (Lage)                     | V005               | 0360                         | nach dem Grundeigentümer, dem Chirurgen Valentin Russwurm | 17. Jahrhundert                | | Valentinskamp |
| Venusberg (Lage)                         | V022               | 0360                         | Herkunft unklar, mehrere Deutungsmöglichkeiten: nach Beckershaus aufgrund dort ansässiger Bordelle, lt. Hanke nach einem Grundeigentümer oder als Ableitung von „Veenberg“ (Berg am Sumpf); eine weitere Deutung sieht Hanke in der Ableitung von „Fendsberg“ oder „Feindesberg“ in Bezug auf die Belagerung durch den dänischen König Waldemar, der aber Beckershaus explizit widerspricht | 1643                           | | Venusberg |
| Vorsetzen (Lage)                         | V117               | 0355                         | nach hölzernen Baumpfählen zum Schutz vor der Elbe; verrottete Pfähle wurden nicht ausgewechselt, man setzte einfach eine neue Pfahlreihe davor | 1529                           | | Vorsetzen |
| Welckerstraße (Lage)                     | W158               | 0110                         | Carl Theodor Welcker (1790–1869), Jurist, Hochschullehrer und Politiker | 1848                           | | Welckerstraße |
| Wexstraße (Lage)                         | W210               | 0340                         | Brüder Friedrich Hermann (1833–1897) und Ernst Wex (1836–1893) | 1867                           | auch die benachbarte Brüderstraße wurde nach ihnen benannt, die umfangreich an der Sanierung des Gängeviertels beteiligt waren | Wexstraße, Blick Richtung Großneumarkt                                                                             |
| Wincklerstraße (Lage)                    | W306               | 0165                         | Johann Winckler (1642–1705), Theologe | 1906                           | von 1684 bis 1705 Hauptpastor an der Michaeliskirche; in der Wincklerstraße 3 befindet sich das Hamburger Kontor von Wikipedia | Wincklerstraße |
| Wolfgangsweg (Lage)                      | W380               | 0115                         | nach der 1873 abgebrochenen Wolfgangswache, einer Hafenwache | 1902                           | | Wolfgangsweg |
| Zeughausmarkt (Lage)                     | Z016               | 0160 × 65                    | nach dem dort von 1661 bis 1826 befindlichen Artillerie-Zeughaus | 18. Jahrhundert                | seit 1628 zunächst Teil der Jakobstraße | Zeughausmarkt |
| Zeughausstraße (Lage)                    | Z017               | 0100                         | in Anlehnung an den Zeughausmarkt | 1896                           | | Zeughausstraße |

## Ehemalige Verkehrsflächen
Der östliche Teil der Marseiller Straße wurde im Zuge von Umbauarbeiten ein Teil des Dag-Hammarskjöld-Platzes, der westliche Teil wird zurzeit (Stand Januar 2022) verfüllt und nach Fertigstellung ein Teil des Loki-Schmidt-Gartens sein.

## Sonstiges
In Straßenverzeichnis und Grundkarte nicht mehr genannt, daher offenbar nur noch inoffiziell existierend, ist die Hullstraße heute ein kurzer Weg am südlichen Ende der Straße Stubbenhuk von dieser abzweigend und parallel zur Straße Vorsetzen verlaufend. (Lage) Benannt wurde sie 1906 nach dem bei den Vorsetzen gelegenen Hullhafen, dem heutigen Niederhafen.